# Entbindungslager für Kinder von Ostarbeiterinnen

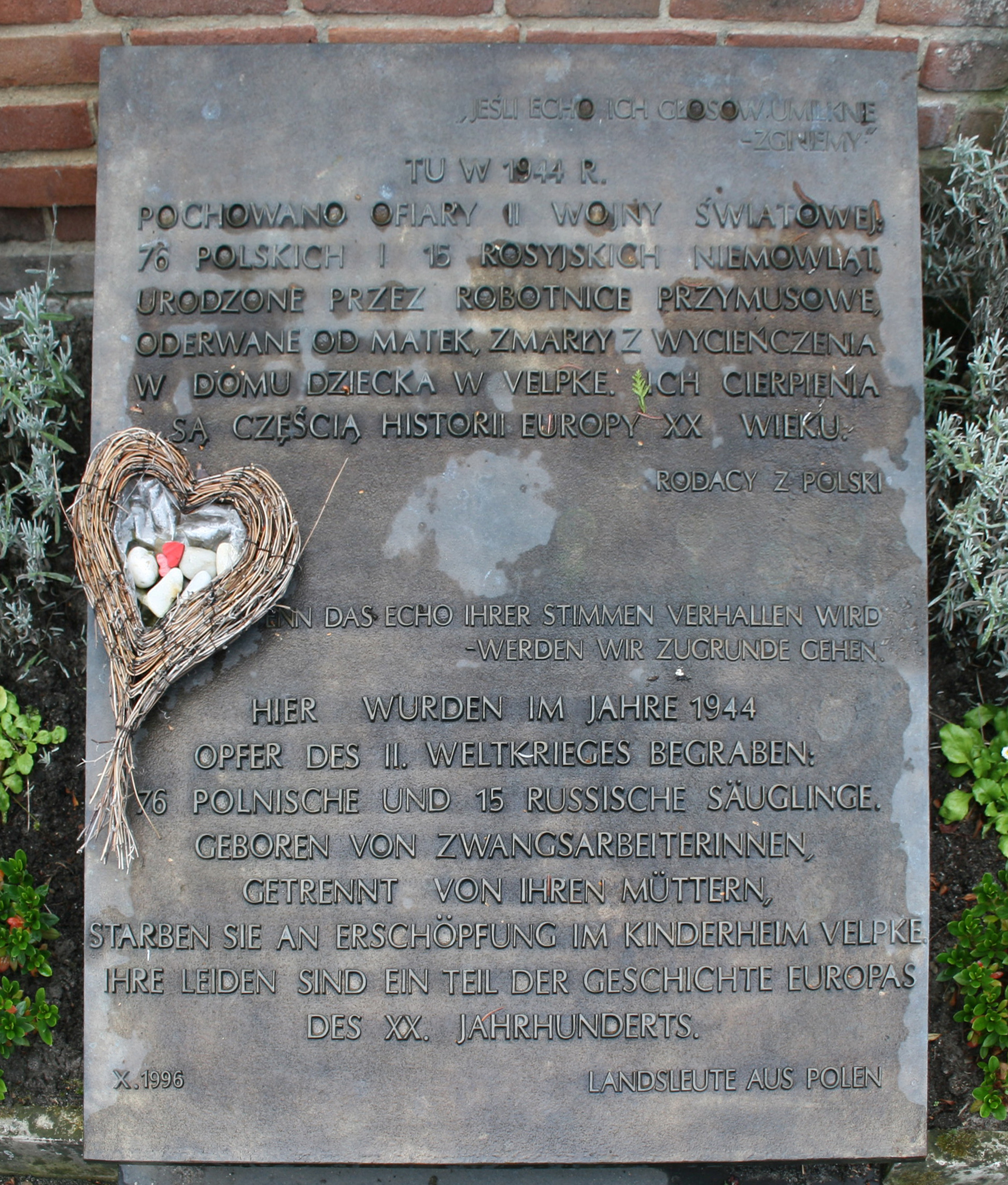
Polnisch-deutsche Text-Bronzetafel auf dem Friedhof von Velpke am Ort der Kindergräber: „Wenn das Echo ihrer Stimmen verhallen wird – werden wir zugrunde gehen“
Hier wurden im Jahre 1944 Opfer des Zweiten Weltkrieges begraben: 76 polnische und 15 russische Säuglinge. Geboren von Zwangsarbeiterinnen, getrennt von ihren Müttern, starben sie an Erschöpfung im Kinderheim Velpke. Ihre Leiden sind ein Teil der Geschichte Europas des XX. Jahrhunderts.
X.1996 Landsleute aus Polen

Entbindungslager waren Lager für schwangere Ostarbeiterinnen. Ihre Kinder wurden in diesen Lagern zur Welt gebracht. Danach wurden die Frauen wieder zur Zwangsarbeit geschickt.

## Geschichte
Mit dem Erlass „Zur Sicherung der landwirtschaftlichen Erzeugung“ Hermann Görings von 1939 sollten mehr weibliche Arbeitskräfte aus dem von Deutschland besetzten Osten ins Altreich geholt werden, damit die männlichen Zwangsarbeiter keine Kontakte mehr zu deutschen Frauen suchten. Die zahlreichen schwanger gewordenen polnischen und sowjetischen Frauen wurden zunächst in ihr Heimatland zurückgeschickt. Als der Verdacht aufkam, die Frauen würden eine Schwangerschaft nutzen, um in die Heimat zurückzukommen, wurde diese Praxis wieder ausgesetzt. Polnische Frauen waren nicht mehr bereit, sich zur Arbeit nach Deutschland verpflichten zu lassen, und Betriebe wehrten sich gegen die Rückkehrregelung, weil sie immer wieder neue Frauen anlernen mussten. Sie forderten Regelungen im Umgang mit den Kindern der ausländischen Frauen, die arbeitsfähig bleiben sollten.
Heinrich Himmler ließ die Kinder nach rassischen Merkmalen selektieren. Die „Kinder guten Blutes“ sollten in Heimen untergebracht und die „Kinder schlechten Blutes“ der Sonderbehandlung zugeführt werden. Im März 1943 wurde den ausländischen Arbeitskräften ein Schwangerschaftsabbruch erlaubt und sogar nahegelegt. Sie wurden als Anschauungsmaterial für die Unterrichtung medizinischen Personals genutzt. Es gab aber auch Kliniken, in denen „Ostarbeiterinnen“ wie deutsche Frauen behandelt wurden. Nach dem Hebammengesetz von 1938 stand jeder Frau einwandfreie Hebammenhilfe zu. Personen ohne entsprechende Ausbildung durften keine Geburtshilfe leisten. Das wurde in Bezug auf „Ostarbeiterinnen“ ignoriert. Die meist in Massenunterkünften lebenden Ausländerinnen sollten zentral entbinden. Die Kinder sollten den Müttern weggenommen und so ein Beziehungsaufbau zwischen Mutter und Kind verhindert werden.

Ab September 1942 wurden uneheliche Kinder „Fremdvölkischer“ vom Reichssicherheitshauptamt systematisch erfasst. Im Oktober wurden „auf Probe“ zwei geschlossene Ausländerkinderheime eingerichtet. Im Dezember wurden Heime mit unterschiedlichen Bezeichnungen eingerichtet. Die offizielle Bezeichnung „Ausländerkinder-Pflegestätte“ wurde selten verwendet. 

„Für die als wertvoll eingestuften Kinder wurde im Anschluss an das Überprüfungsverfahren die Unterbringung in besonderen Pflegeheimen angeordnet, auch gegen den Willen der Mutter. Die Erfassung der Kinder erstreckte sich zunehmend auch auf den ländlichen Raum.“

Die Empfehlung des Hauptamtes für Volkswohlfahrt lautete, „die Kinder bei ‚Nichtverwendung‘ ohne Quälerei und schmerzlos sterben zu lassen oder aber in der Absicht, diese zukünftig verwenden zu wollen, so zu ernähren, dass sie einmal im Arbeitseinsatz vollwertig sind.“ Vielleicht war aber die ungenaue Angabe auch Absicht, um nicht einerseits die Arbeitsmoral der Mütter zu stören und andererseits um das Verhalten gegenüber der eigenen Bevölkerung zu verschleiern.
Theoretisch sollten die Ausländerkinder ab Februar 1944 ausreichend ernährt werden. Die Mütter mussten aber die Nahrung bezahlen, obwohl sie dafür keine Mittel hatten. Die Löhne der Frauen „stellten lediglich die minimale Reproduktion der Arbeitskraft der Frauen, nicht aber die 'Aufzucht' einer folgenden Generation von Arbeitskräften sicher“.

## Beispiele

### Waltrop-Holthausen
Die „Gemüseanbaugenossenschaft Waltrop und Umgebung e. V.“ hat im Jahr 1943 im Auftrag der Nationalsozialisten in den Rieselfeldern ein Entbindungslager angelegt. Die Historikerin Gisela Schwarze (Münster) forschte in den 1990er Jahren in Zeitzeugenbefragungen und Quellenforschung der bis dahin verdrängten Geschichte nach. Den Forschungsergebnissen Schwarzes zufolge sind vermutlich mindestens 500 Säuglinge zu Tode gekommen.

„Die unehelichen Zivilarbeiterinnen, […] die im hiesigen Dekanat vielfach in den Textilfabriken tätig sind, werden vor der Niederkunft durchweg in eine Anstalt nach Waltrop geschickt. […] Eines kann aber festgestellt werden, daß nämlich fast alle hier getauften Kinder von Zivilarbeiterinnen aus dem Auslande schon kurze Zeit nach der Taufe sterben.“

Das Lager in Waltrop-Holthausen war vermutlich „das größte Entbindungs- und Abtreibungslager im damaligen Deutschen Reich“.

### Kiesgrube Dresden
Zwangsarbeit war von der deutschen Bevölkerung akzeptiert, sie ließ sich auch nicht verstecken: In Dresden gab es mindestens 205 Lager. In der Ausländerkinder-Pflegestätte „Lager Kiesgrube“ auf dem Heller wurden 497 Kinder geboren, 225 Säuglinge und Kleinkinder verstarben dort. Hinweise sind in Sterbebüchern des Standesamtes und Notizen in Taufregistern von Kirchen sowie in wenigen Friedhofsunterlagen zu finden. Auf dem St.-Pauli-Friedhof entstand 2015 eine neue Gedenkstätte an der Stelle eines Sammelgrabes. Jedes der Kinder – Säuglinge und Kleinkinder – erhielt eine individuell gestaltete Tafel mit Namen und Lebensdaten. Diese erstrecken sich aneinander auf etwa 90 Metern.

### Braunschweig Broitzemer Straße

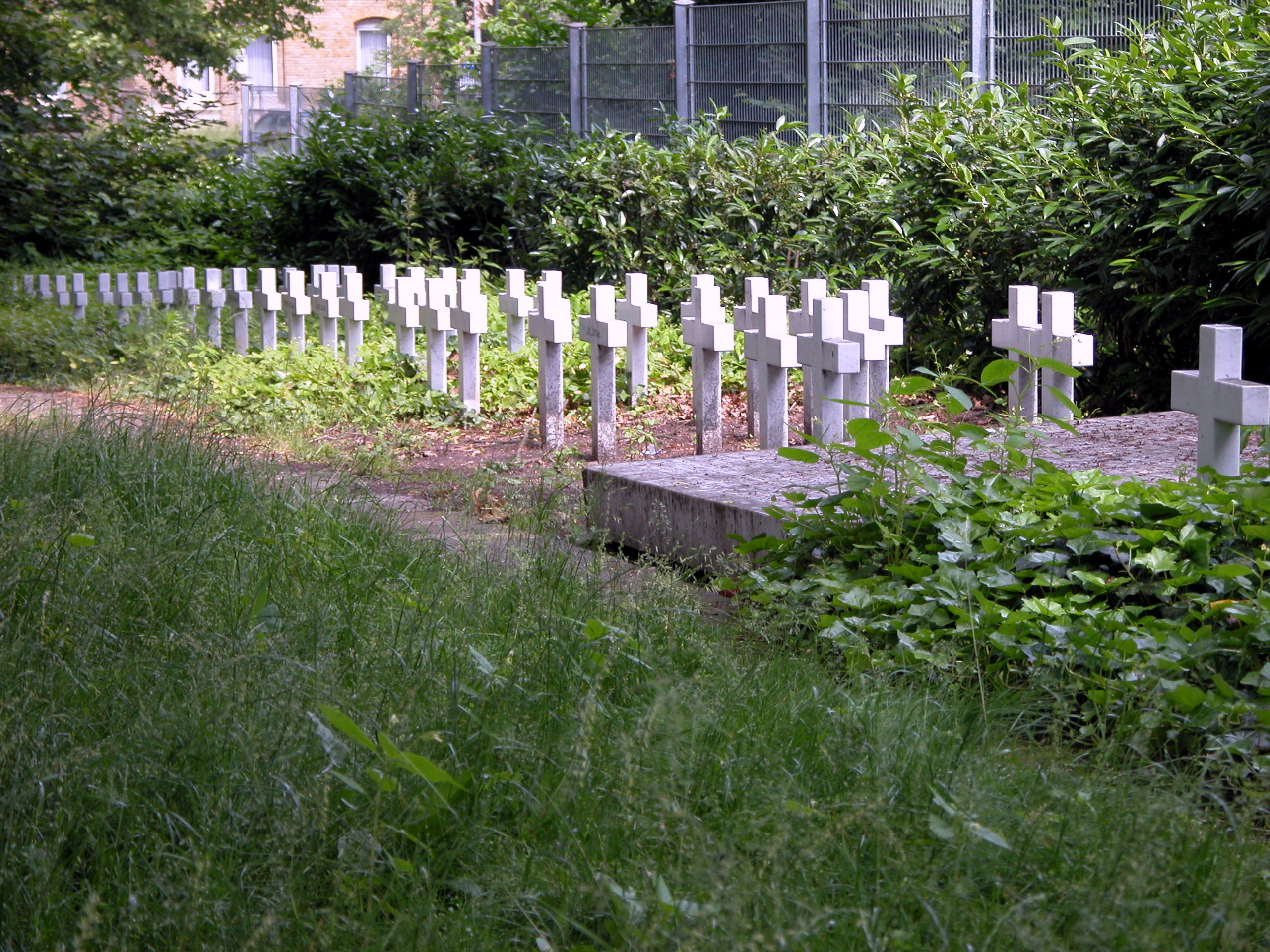
Kreuze für ermordete Säuglinge auf dem Friedhof Hochstraße in Braunschweig

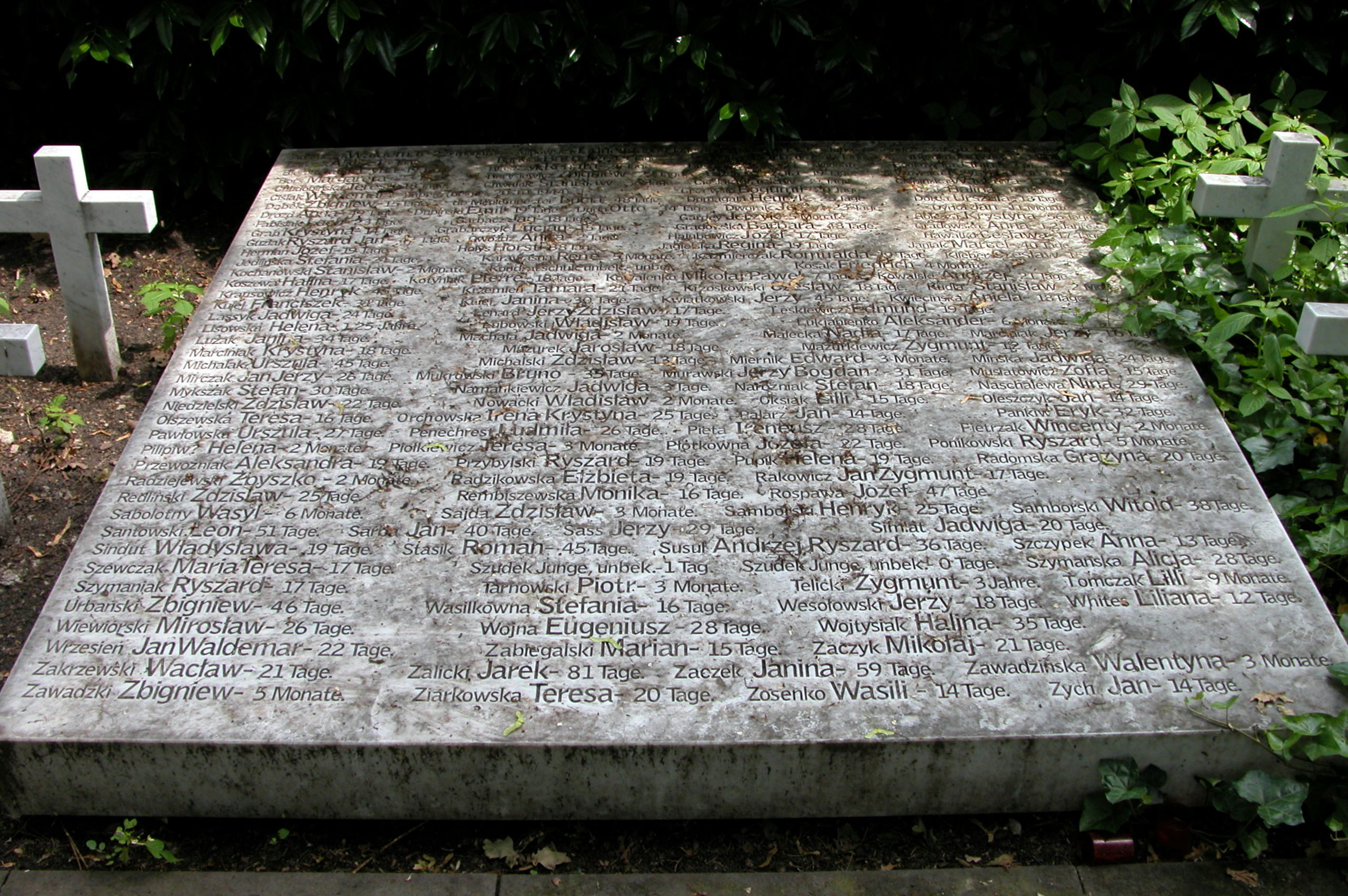
Grabplatte mit den Namen der ermordeten Säuglinge auf dem Friedhof Hochstraße

Am 16. April 1943 fand in der Wirtschaftskammer eine Sitzung statt, die sich mit der Errichtung eines „Entbindungsheims für Ostarbeiterinnen“ befasste. Die AOK, die schon ein „Russenkrankenhaus“ eingerichtet hatte, übernahm die Trägerschaft für das Entbindungsheim. Das Entbindungsheim wurde in einer bestehenden Baracke auf dem Gelände der Aktienziegelei eingerichtet und am 10. Mai 1943 eröffnet. Die Frauen blieben für 8 Tage im Heim und wurden dann von ihren Kindern, die dort blieben, getrennt. In das Heim wurden auch Kleinkinder aufgenommen, die von Entbindungen an anderen Orten in Braunschweig stammten. Das Haus war mit etwa 25 bis 30 Schwangeren oder Frauen belegt, die gerade entbunden hatten. Das Haus hatte drei Zimmer, eines für die Wöchnerinnen, das zweite für die Neugeborenen und das dritte für die etwas älteren Kinder. Kranke und gesunde Kinder blieben zusammen. Mitte Mai wurden die ersten Kinder geboren und wenige Wochen später starben die ersten Kinder. Zum Jahreswechsel 1943/1944 gab es eine ansteckende Darmerkrankung im Heim, die zu einer Kontrollvisite eines deutschen Arztes führte, ohne dass sich die Verhältnisse änderten oder das Massensterben aufhörte. Das Gesundheitsamt stellte einmal eine „Hospitalfieberepidemie“ fest. Im Frühjahr wurde vom Leiter des Braunschweiger Kinderkrankenhauses dagegen eine Ernährungsstörung festgestellt. Die Kinder litten an Erbrechen, Durchfall und Hauterkrankungen. Trotz des Massensterbens wurden mehrmals entlassene Kinder wieder aufgenommen, so auch im Juni 1944. Zu der Zeit herrschten dort „katastrophale Zustände“. Toiletten und Waschräume waren „verdreckt und mit völlig verschmutzten Decken und Binden übersät. Maden krochen herum und drei Leichen von Kindern befanden sich im Baderaum.“ Waren die Kinder gestorben, so wurden sie im „Haus »gesammelt«“, in Margarinekartons gelegt und zu mehreren in der Friedhofskapelle aufbewahrt. Die Leichen verstorbener Säuglinge wurden in „10-kg-Margarine-Kartons“ in Sammelgräbern auf dem Friedhof begraben. Die geringe Überlebenszeit und die Zustände waren den ausländischen Frauen größtenteils bekannt. Sie weigerten sich, die Kinder herauszugeben, oder versuchten sie in dem Lager zu verstecken, in dem sie sich aufhielten. Manche brachen in das Heim ein, um ihre Kinder zurückzubekommen. Es verstarben etwa 360 Säuglinge.
Am 27. Juni 1944 wurde das Heim in Braunschweig-Broitzemer Straße von der Gesellschaft „Gemeinschaftslager der Braunschweiger Industrie“ übernommen. Viele Frauen versuchten, ihre Kinder in ihre Heimat im Osten zu bringen, sie brachen in das Heim ein, um ihre Kinder zu entführen. Im Februar 1944 wurde das Rüstungszentrum Braunschweig systematisch bombardiert. Schwangere, Mütter und Kinder wurden in weniger gefährdete Gebiete, etwa den Harz, gebracht, schwangere Ausländerinnen und Ausländerkinder allerdings nicht. Am 15. März 1944 wurde das große Ziegeleigebäude in unmittelbarer Nachbarschaft des „Entbindungsheims“ total zerstört. Die Entbindungsbaracke wurde jedoch – auch später – nicht getroffen.
Nach der Übergabe der Stadt Braunschweig am 12. April 1945 an US-Truppen wiesen deutsche Antifaschisten die Alliierten auf das „Entbindungsheim“ hin.

### Ausländerkinderpflegestätte Velpke
Am 1. Mai 1944 wurde die „Ausländerkinder-Pflegestätte Velpke“ in Velpke im Kreis Helmstedt in Betrieb genommen. Dort waren Neugeborene von sowjetischen und polnischen Zwangsarbeiterinnen untergebracht, die im Volkswagenwerk oder in der Landwirtschaft arbeiteten.

## Filme
- Unerwünscht und Vergessen: Zwangsarbeiterinnen und ihre Kinder im Zweiten Weltkrieg. WDR-Fernsehen, Drehbuch & Regie: Anne Roerkohl, Erstsendung: 20. Oktober 2000, Beitrag beim One World International Human Rights Film Festival Prag April 2002[23]